# ТЕС Кпоне ІІ
ТЕС Кпоне ІІ – теплова електростанція у Гані, розташована в районі Кпоне портового міста Тема, котре знаходиться безпосередньо на схід від столиці країни Аккри. 
На початку 21 століття у Гані на тлі економічного зростання почалось стрімке збільшення попиту на електроенергію. Як наслідок, у Темі виник цілий кластер ТЕС, як то Тема, Сунон-Асоглі, CENIT, AKSA, Кпоне І. Черговою електростанцією тут має стати Кпоне II, завершення якої планувалось на кінець 2017 року. Цей проект вартістю понад 400 млн доларів США реалізує компанія CenPower Holdings, яка належить African Finance Corporation (46%), InfraCo Limited (24%) та групі місцевих ганських інвесторів. 
Майданчик для станції обрали за кілька сотень метрів від узбережжя Гвінейської затоки, вода з якої використовується для охолодження.  Як основне паливо планується використовувати природний газ, при цьому сподіваються на покращення ситуації з газопостачанням у Гані після початку розробки родовища Санкофа та спорудження газопроводу Абоадзе – Тема. Крім того, всього за кілька сотень метрів від майданчика станції на берег виходить Західно-Африканський газопровід, який транспортує блакитне паливо з Нігерії (втім, у 2010-х роках поставки по ньому відбувались із перебоями). Для зберігання резервного запасу нафтопродуктів у складі комплексу передбачено три резервуари загальним об’ємом 88 тис м3.
Для ТЕС Кпоне ІІ обрали технологію комбінованого парогазового циклу. Її енергоблок потужністю 340 МВт матиме дві газові турбіни General Electric типу Frame 9E, які через котли-утилізатори живитимуть парову турбіну Siemens. 
Видача продукції відбуватиметься через ЛЕП, розраховану на роботу під напругою 161 кВ.